# Fronteras de India

Zona económica exclusiva de la India.

India comparte fronteras con varios países soberanos; por tierra con China, Bután, Nepal, Pakistán, Afganistán en el norte o noroeste, y Bangladés y Birmania en el este; por mar en tanto comparte fronteras con Sri Lanka, Maldivas e Indonesia.

## Fronteras terrestres de la India
| País fronterizo              | Longitud | Fuerza                                                        | Comentarios                                                                   |
| ---------------------------- | -------- | ------------------------------------------------------------- | ----------------------------------------------------------------------------- |
| Bangladés                    | 4096 km  | Fuerza de seguridad fronteriza                                | La mayoría de los enclaves de Bangladés y la India se intercambiaron en 2015. |
| Bután                        | 578 km   | Sashastra Seema Bal                                           | Frontera abierta                                                              |
| China                        | 3488 km  | Policía Fronteriza Indo-Tibetana y Fuerza Fronteriza Especial | También véase Línea McMahon                                                   |
| Birmania                     | 1458 km  | Rifles Assam y ejército indio                                 | Véase también la barrera indo-birmana                                         |
| Nepal                        | 1752 km  | Sashastra Seema Bal                                           | Frontera abierta                                                              |
| Pakistán                     | 3310 km  | Fuerza de seguridad fronteriza                                | Véase también Línea Radcliffe, Operación Meghdoot y Sir Creek.                |
| Afganistán (área en disputa) | 106 km   | Fuerza de seguridad fronteriza                                | Fuente MHA.                                                                   |

## Fronteras marítimas de la India
Las fronteras marítimas de la India son los límites marítimos reconocidos por la Convención de las Naciones Unidas sobre el Derecho del Mar que implica límites de aguas territoriales, zonas contiguas y zonas económicas exclusivas. La India, con su reclamo de 12 millas náuticas, y zona marítima territorial zona económica exclusiva de 200 millas náuticas, tiene más de 7000 km de fronteras marítimas compartidas con siete naciones.
| País fronterizo | Longitud                    | Fuerza             | Comentarios      |
| --------------- | --------------------------- | ------------------ | ---------------- |
| Bangladés       |                             | Armada de la India | Isla Nueva Moore |
| Indonesia       |                             | Armada de la India | Punta Indira     |
| Birmania        |                             | Armada de la India | Islas Coco       |
| Pakistán        |                             | Armada de la India | Sir Creek        |
| Tailandia       |                             | Armada de la India | Islas Similan    |
| Sri Lanka       | > 400 kilómetros (248,5 mi) | Armada de la India | Katchatheevu     |
| Maldivas        |                             | Armada de la India | Maliku Kandu     |